# 악셀 밀베르크

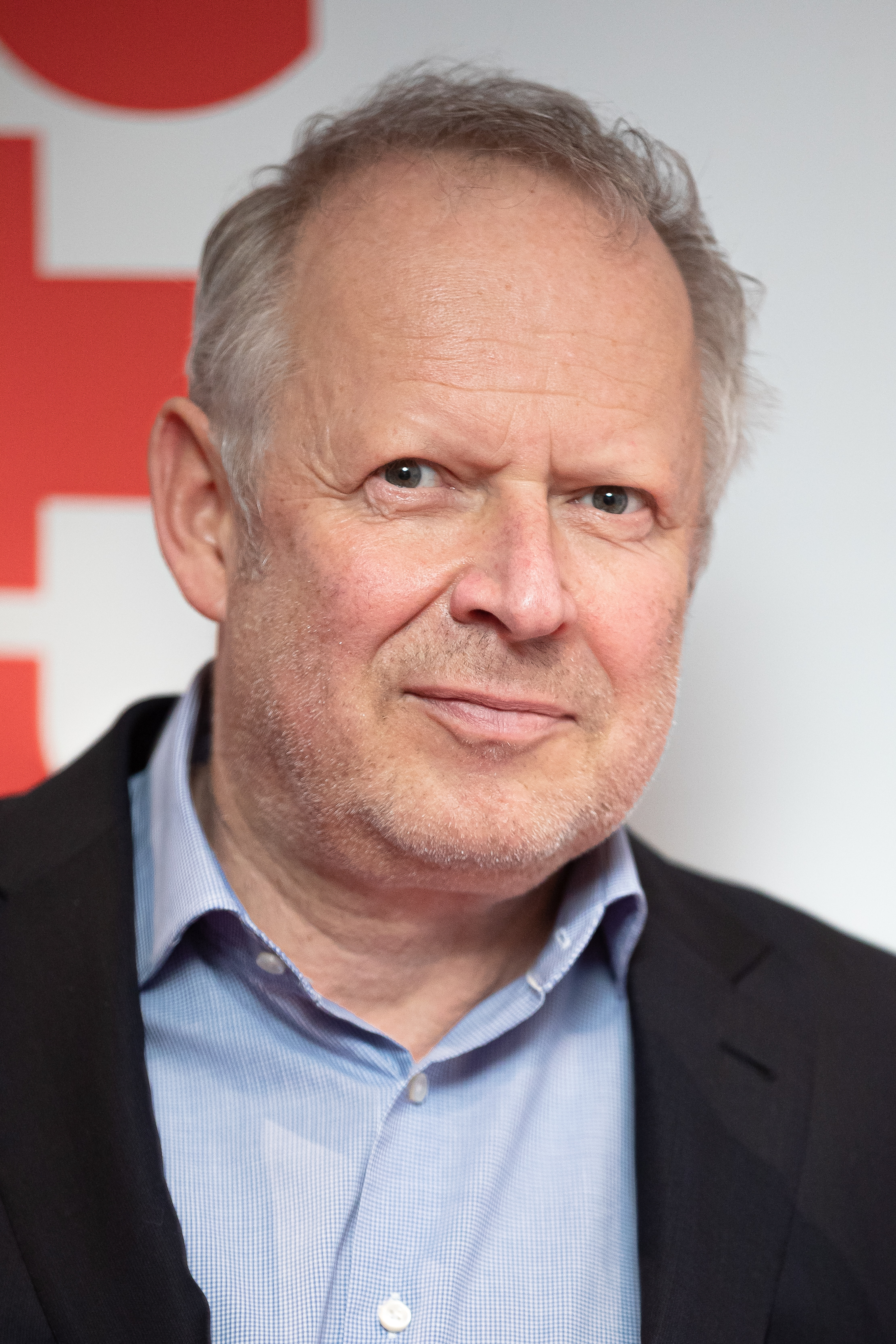

악셀 밀베르크(독일어: Axel Milberg, 1956년 8월 1일 ~ )는 독일의 배우이다.
킬에서 태어났다.

## 영화
- 어 굿 마더 (2017년)
- 버닝 소울즈 (2014년)
- 어 머더러스 디시전 (2013년)
- 웻랜드 (2013년)
- 루드비히 2세 (2012년)
- 한나 아렌트 (2012년) - 헨리치 블러처 역
- 아파트 (2011년)
- 나의 가족 나의 도시 (2011년)
- 괴테 (2010년) - 벌리거 역
- 소년 탐정단 - 테러 캐슬의 비밀을 찾아서 (2009년)
- 인터내셔널 (2009년)
- 스피어와 히틀러 (2005년)
- 발키리 대작전 (2004년)
- 배비 야 (2003년)
- 팬티 속의 개미 2 (2002년)
- 분노의 폭발 2 - 더블 익스플로우 (1999년)
- 파이널 게임 (1998년)
- 로시니 (1997년)
- 14 데이즈 (1997년)